# Takashi Mizunuma
Takashi Mizunuma (Prefectura de Saitama, Japó, 28 de maig de 1960) és un exfutbolista japonès.

## Selecció japonesa
Takashi Mizunuma va disputar 32 partits amb la selecció japonesa.